# Oh Land (álbum)
Oh Land es el segundo álbum de estudio, e (internacionalmente) álbum debut de la cantante danesa, Oh Land. Fue lanzado en Dinamarca el 14 de marzo de 2011 por la discográfica independiente, Fake Diamond Records y en Estados Unidos el 15 de marzo de 2011 por la disquera, Epic Records. Un extended play con el mismo nombre fue lanzado anteriormente el 19 de octubre de 2010, como un adelanto del álbum en promoción, con cuatro canciones de las once del álbum completo. La canción "Sun of a Gun" fue lanzada como el primer sencillo del álbum, además de ser su primer sencillo internacional.

## Lista de canciones
| N.º | Título            | Escritor(es)                       | Productor(es) | Duración |  |
| 1.  | «Perfection»      | Nanna Øland Fabricius, Dan Carey   | Carey         | 4:59     |  |
| 2.  | «Break the Chain» | Fabricius, Dave McCracken          | McCracken     | 3:17     |  |
| 3.  | «Sun of a Gun»    | Fabricius, Jimmy Harry             | McCracken     | 3:25     |  |
| 4.  | «Voodoo»          | Fabricius, Carey                   | Carey         | 2:51     |  |
| 5.  | «Lean»            | Fabricius, Carey                   | Carey         | 3:28     |  |
| 6.  | «Wolf & I»        | Fabricius, Owen Beverly            | Carey         | 4:37     |  |
| 7.  | «Human»           | Fabricius, E. Kidd Bogart          | Carey         | 4:08     |  |
| 8.  | «White Nights»    | Fabricius, McCracken               | Carey         | 3:45     |  |
| 9.  | «Helicopter»      | Fabricius, Lester Mendez           | Mendez        | 3:31     |  |
| 10. | «We Turn It Up»   | Fabricius, McCracken, Brian Fallon | McCracken     | 2:31     |  |
| 11. | «Rainbow»         | Fabricius, McCracken               | McCracken     | 3:21     |  |

## Sencillos
Oh Land ha lanzado hasta ahora 3 sencillos para la promoción del álbum.
| Título         | Año  | Posición más alta | Posición más alta | Posición más alta | Posición más alta | Álbum   |
| Título         | Año  | DEN               | AUT               | GER               | US DNC            | Álbum   |
| -------------- | ---- | ----------------- | ----------------- | ----------------- | ----------------- | ------- |
| "Sun of a Gun" | 2010 | —                 | 59                | 60                | 12                | Oh Land |
| "Rainbow"      | 2011 | —                 | —                 | —                 | —                 | Oh Land |
| "White Nights" | 2011 | 28                | —                 | —                 | —                 | Oh Land |

## Personal

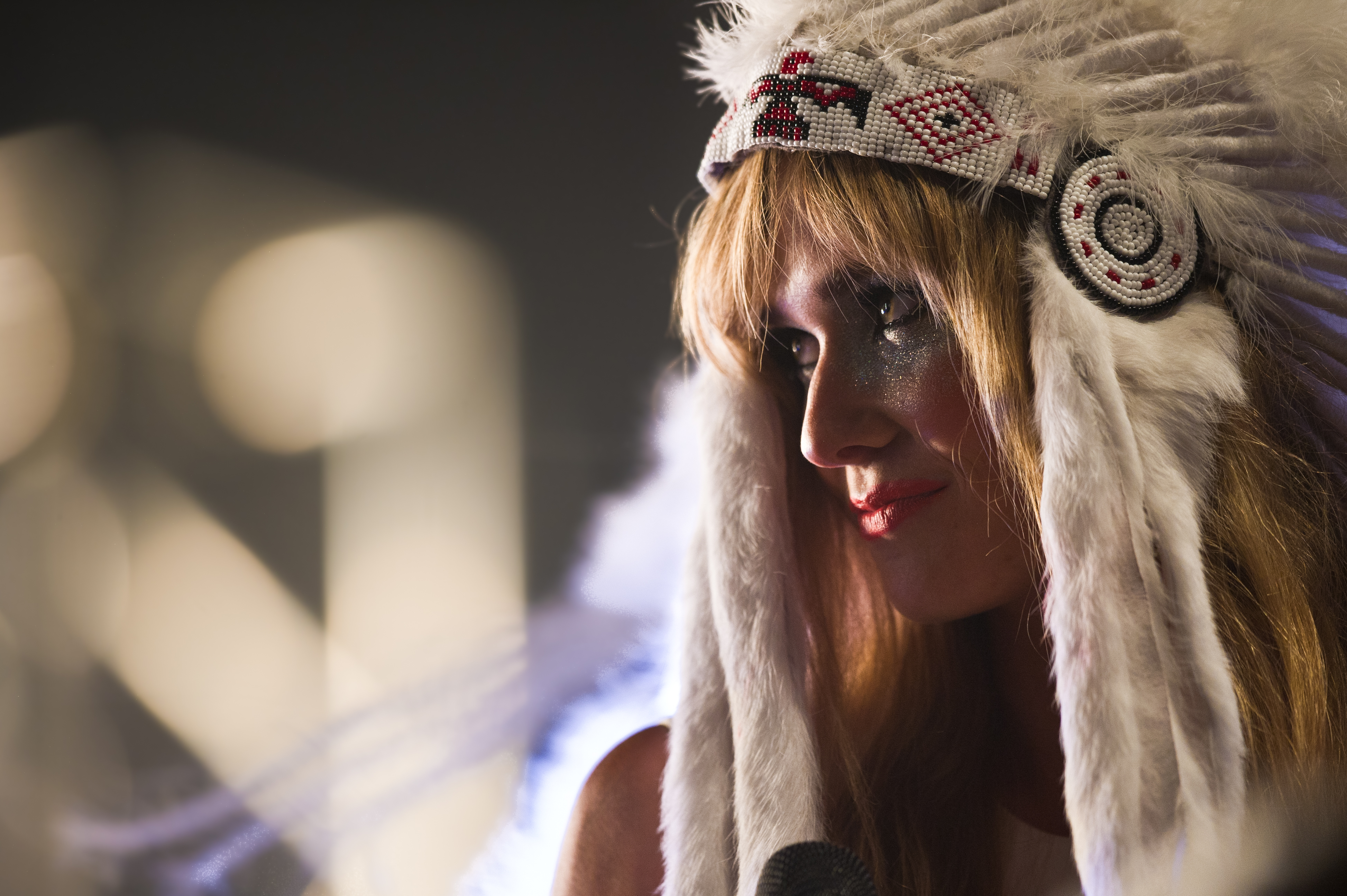
Oh Land en el festival Roskilde 2011, Cosmopol.

| - Oh Land – voz, orfeón, arreglos de coro (todas las canciones); instrumentación (canciones 2–8, 10, 11); arreglos de cuerdas (tracks 1, 5) - Jonathan Adelman – diseño - Adam Ayan – masterización (canción 4) - Ben Baptie – asistente de mezclado (canción 4) - Angus Baskerville – diseño - Charlie Bisharat – violín (canción 9) - Dan Carey – productor, ingeniero (canciones 1, 4–7); mezclado (canciones 1, 5, 6); arreglos de cuerda (canciones 1, 5); instrumentación (canciones 4–7) - Marty Diamond – diseño - Isabella Dunn – chelo (canciones 1, 5, 7) - Jason Edwards – diseño - Tom Elmhirst – mezclado (canción 4) - Robbie Fimmano – fotografía - Serban Ghenea – mezclado (canciones 3, 7, 8, 10) - John Hanes – asistente de mezclado (canciones 3, 7, 8, 10) - Mikkel Hess – percusión (canciones 2, 3, 8, 10, 11) - Todd Interland – mánager - Eske Kath – dirección de arte | - Jesper Kemp – diseño - Farra Mathews – A&R, mánager - Dave McCracken – productor, instrumentación (canciones 2, 3, 8, 10, 11) - Lester Mendez – productor, ingeniero, piano, teclado, programación, arreglos de cuerda (canción 9) - NR2154 – dirección de arte, diseño - Joel Numa – ingeniero (canción 9) - John O'Mahony – mezclado (canciones 2, 9, 11) - Stella Page – violín (canciones 1, 5, 7) - Antonia Pagulatos – violín (canciones 1, 5, 7) - Mike Pagulatos – viola (canciones 1, 5, 7) - Sophie Rivlin – chelo (canción 7) - Andros Rodríguez – ingeniero (canciones 2, 3, 8, 10, 11) - Alexis Smith – ingeniero (tracks 1, 4–7); mixing assistant (canciones 1, 5, 6) - Cameron Stone – chelo (canción 9) - Max de Wardener – arreglos de cuerdas (canción 7) |

## Listas de popularidad
| Lista (2011)          | Posición más alta |
| --------------------- | ----------------- |
| Danish Albums Chart   | 5                 |
| US Billboard 200      | 184               |
| US Rock Albums        | 43                |
| US Heatseekers Albums | 5                 |
| US Alternative Albums | 24                |

| País      | Certificación |
| --------- | ------------- |
| Dinamarca | Oro           |

## Historial de lanzamiento
| País           | Fecha                   | Discográfica         |
| -------------- | ----------------------- | -------------------- |
| Dinamarca      | 14 de marzo de 2011     | Fake Diamond Records |
| Estados Unidos | 15 de marzo de 2011     | Epic Records         |
| Canadá         | 24 de mayo de 2011      | Sony Music           |
| Polonia        | 15 de junio de 2011     | Sony Music           |
| Alemania       | 5 de agosto de 2011     | Sony Music           |
| Italia         | 25 de octubre de 2011   | Sony Music           |
| Reino Unido    | 21 de noviembre de 2011 | RCA Records          |